# Maxime Bôcher
Maxime Bôcher (Boston, 28 de agosto de 1867-Cambridge, 12 de septiembre de 1918) fue un matemático estadounidense que publicó alrededor de 100 artículos sobre ecuaciones diferenciales, series y álgebra. También escribió textos elementales como Trigonometría y Geometría analítica. El teorema de Bôcher, la ecuación de Bôcher y el Premio Bôcher llevan su nombre.

## Biografía
Nació en Boston, Massachusetts. Sus padres fueron Caroline Little y Ferdinand Bôcher, este  último era profesor de lenguas modernas en el Instituto de Tecnología de Massachusetts cuando Maxime nació y posteriormente se convirtió en profesor de francés en la Universidad de Harvard en 1872. Se graduó en la Escuela Latina de Cambridge en 1883. Recibió su primer título en Harvard en 1888. En Harvard, estudió una amplia gama de temas, incluyendo matemáticas, latín, química, filosofía, zoología, geografía, geología, meteorología, arte romano y música.
Recibió numerosos premios prestigiosos, lo que le permitió viajar a Europa para realizar investigaciones. La Universidad de Gotinga era entonces la principal universidad de matemáticas, y allí asistió a conferencias de Felix Klein, Arthur Moritz Schoenflies, Hermann Schwarz, Issai Schur y Woldemar Voigt. Obtuvo un doctorado en 1891 por su disertación Über die Reihenentwicklungen der Potentialtheorie (en español: "Sobre el desarrollo de la función potencial en series"); Klein lo animó a estudiar este tema. Por este trabajo recibió un premio de la Universidad de Gotinga.
Fue elegido miembro de la Academia Estadounidense de Artes y Ciencias en 1899, de la Academia Nacional de Ciencias en 1909, y de la Sociedad Filosófica Estadounidense en 1916.
Después de su paso por Alemania, regresó a Estados Unidos donde fue nombrado instructor de la Universidad de Harvard. En 1894 fue ascendido a profesor asistente, debido a su impresionante trayectoria. Se convirtió en profesor titular de matemáticas en 1904. Fue presidente de la Sociedad Estadounidense de Matemáticas de 1908 a 1910.

### Vida personal
En Gotinga conoció a Marie Niemann y se casaron en julio de 1891. Tuvieron tres hijos, Helen, Esther y Frederick. Aunque sólo tenía 46 años, ya había signos de que su frágil salud estaba empeorando. Murió en su casa de Cambridge tras sufrir una prolongada enfermedad.

## Legado

### Teorema de Bôcher
El teorema de Bôcher establece que los ceros finitos de la derivada {\displaystyle r'(z)} de una función racional no constante {\displaystyle r(z)} que no sean múltiples ceros de {\displaystyle r(z)} son las posiciones de equilibrio en el campo de fuerza debido a partículas de masa positiva en los ceros de {\displaystyle r(z)} y partículas de masa negativa en los polos de {\displaystyle r(z)}, con masas numéricamente iguales a las respectivas multiplicidades, donde cada partícula se repele con una fuerza igual a la masa multiplicada por la distancia inversa.

### Ecuación de Bôcher
La ecuación de Bôcher es una ecuación diferencial ordinaria de segundo orden de la forma:
{\displaystyle y''+{\frac {1}{2}}\left[{\frac {m_{1}}{x-a_{1}}}+\cdots +{\frac {m_{n-1}}{x-a_{n-1}}}\right]y'+{\frac {1}{4}}\left[{\frac {A_{0}+A_{1}x+\cdots +A_{\ell }x^{\ell }}{(x-a_{1})_{1}^{m}(x-a_{2})_{2}^{m}\cdots (x-a_{n-1})_{n-1}^{m}}}\right]y=0.}

### Premio Bôcher
El Premio Bôcher es otorgado por la Sociedad Estadounidense de Matemáticas cada cinco años por investigaciones notables en análisis que hayan aparecido en una reconocida revista estadounidense.
Entre los ganadores se encuentran James W. Alexander II (1928), Eric Temple Bell (1924), George D. Birkhoff (1923), Paul J. Cohen (1964), Solomon Lefschetz (1924), Marston Morse y Norbert Wiener (1933). y John von Neumann (1938).

## Obra seleccionada
- 1894: Ueber die Reihenentwicklungen der Potentialtheorie vía Internet Archive
- 1900: "Randwertaufgaben bei Gewöhnlich Differentialgleichung", Encyclopädie der mathematischen Wissenschaften, Band 2–1–1.
- 1907: (con EPRDuVal) Introducción al álgebra superior a través de HathiTrust
- 1909: Introducción al estudio de ecuaciones integrales vía Internet Archive
- 1917: Leçons sur les méthodes de Sturm dans la théorie des équations différentielles linéaires et leurs développements modernes vía Internet Archive.

Bôcher fue uno de los editores de Annals of Mathematics, de Transactions of the American Mathematical Society.